# Canal 20 (Uruguay)
Canal 20 fue un canal de televisión por cable uruguayo fundado en septiembre de 2008, dejando de emitir en agosto de 2015.

## Historia
El canal fue fundado en septiembre de 2008 como la señal de producción propia del cableoperador montevideano TCC.
Se autodescribía como una señal periodística, aunque también se incorporaban a su programación programas culturales y de entretenimiento.
En septiembre de 2009 firmó un acuerdo con la universidad uruguaya ORT para filmar un ciclo conducido por estudiantes de periodismo con entrevistas a los candidatos de las elecciones presidenciales de ese año.
En octubre de 2011, Canal 20 celebró sus tres años con la incorporación de una unidad móvil satelital y una biblioteca de contenidos en línea.
Unos meses antes de la desaparición del canal, en mayo de 2015, se firmó un acuerdo con la UFC para emitir algunos de sus contenidos televisivos en la grilla programática de Canal 20.
Canal 20 desapareció finalmente en diciembre de 2015, cuando salió de la grilla de TCC y su página web se reportó fuera de servicio.

## Programas
- Punto Tecno
- Poder Pensar
- Pensar Economía
- Parece que fue ayer
- Noticias 20
- El LadOculto
- Salí
- TCConferencias
- Doble Vía
- Puertas Abiertas
- Entre Líneas
- Vida Sana
- Tiempo Activo
- Menos es más
- Especial Canal 20